# Eichen-Schildbecherling
Der Eichen-Schildbecherling (Colpoma quercinum) ist ein Schlauchpilz aus der Ordnung der Runzelschorfartigen (Rhytismatales).

## Merkmale

### Makroskopische Merkmale
Die Fruchtkörper sind längliche bis lippenförmige Apothecien von 3 bis 10 mm Durchmesser. Sie erscheinen zuerst auf den Ästen als holzfarbene Rippen, die dann bei Reife die Rinde durchbrechen und die graue, manchmal auch gelbliche sporenbildende Schicht, das Hymenium freigeben. Dieses ist von einem dünnen schwarzen Excipulum (äußere Zellschicht) umgeben, das in das Holz eingesenkt ist.

### Mikroskopische Merkmale
Die Asci sind zylindrisch-keulig und messen 130 bis 190 × 9 bis 11,5 μm. Die Ascosporen sind hyalin, fadenförmig mit einem leicht verdickten oberen Ende, glatt und messen 55–75 × 1,5–2 μm. Die oft stark gekrümmten Paraphysen sind fadenförmig. Manchmal wird vor Erscheinen der Hauptfruchtform die Nebenfruchtform gebildet. Diese bildet zylindrische bis elliptische Konidien, die 5 bis 7 × 1,5 μm groß werden.

## Ökologie
Der Eichen-Schildbecherling kommt auf dünnen absterbenden oder toten, oft noch am Baum sitzenden Zweigen verschiedener Eichen vor, besonders  Traubeneiche (Quercus petraea), Stieleiche (Quercus robur), Flaumeiche (Quercus pubescens) und Mongolische Eiche (Quercus mongolica) 
Seine Fruchtkörper reifen von März bis Mai reif. Die Apothezien schließen sich bei trockener Witterung. Auch wenn Colpoma quercinum ein Schwächeparasit ist, so schadet er dem Wirt nicht, da er nur  untere durch Licht- oder Nährstoffmangel bereits absterbende Äste befällt. Er dient somit der natürlichen Astreinigung und ist der normalen Baumentwicklung zuzuordnen. Auch lebt er als Endophyt in der lebenden Rinde.

## Verbreitung
Der Eichen-Schildbecherling kommt von den Britischen Inseln über ganz Mitteleuropa bis nach Schweden und Russland bis zum Kaukasus (Georgien, Aserbaidschan) vor. Auch aus Chile in der Región de los Lagos ist ein Fund bekannt. In Mitteleuropa ist er sehr häufig, auch wenn er oft übersehen wird. Funde aus Nordamerika wurden zwar der Art zugeordnet, aber weitere Untersuchungen sind notwendig, um festzustellen, ob diese wirklich mit Colpoma quercina identisch sind. 